# .ls
.ls este un domeniu de internet de nivel superior, pentru Lesotho (ccTLD).